# Özge Yurtdagülen
Özge Nur Yurtdagülen est une joueuse de volley-ball turque née le 6 août 1993 à İstanbul. Elle mesure 1,93 m et joue au poste de centrale. 

## Clubs
| Club                 | De        | À         |
| -------------------- | --------- | --------- |
| Yeşilyurt İstanbul   | 2004-2005 | 2011-2012 |
| Galatasaray İstanbul | 2012-2013 | 2012-2013 |
| Yeşilyurt İstanbul   | 2013-2014 | 2013-2014 |
| Galatasaray İstanbul | 2014-2015 | 2014-2015 |
| Sarıyer Belediyesi   | 2015-2016 | 2015-2016 |
| Vakıfbank İstanbul   | 2016-2017 | 2016-2017 |
| Nilüfer Belediye     | 2017-2018 | 2018-2019 |
| THY Spor Kulübü      | 2019-2020 | …         |

## Palmarès

### Équipe nationale
- Ligue européenne
  - Vainqueur : 2014[4]
- Championnat du monde des moins de 23 ans
  - Finaliste : 2015.

### Clubs
- Ligue des champions
  - Vainqueur: 2017.
- Championnat du monde des clubs
  - Vainqueur : 2017.
- Supercoupe de Turquie
  - Finaliste: 2012.
- Coupe de Turquie
  - Finaliste : 2017.